# Brasil en los Juegos Paralímpicos de Tokio 2020
Brasil estuvo representado en los Juegos Paralímpicos de Tokio 2020 por un total de 233 deportistas, 138 hombres y 95 mujeres.

## Medallistas
El equipo paralímpico brasileño obtuvo las siguientes medallas:
| Nombre | Deporte                    | Evento                            |
| --- | -------------------------- | --------------------------------- |
| Oro |                            |                                   |
| Elizabeth Gomes | Atletismo                  | Disco F53 femenino                |
| Silvânia Costa | Atletismo                  | Salto de longitud T11 femenino    |
| Yeltsin Jacques | Atletismo                  | 1500 m T11 masculino              |
| Yeltsin Jacques | Atletismo                  | 5000 m T11 masculino              |
| Petrúcio Ferreira | Atletismo                  | 100 m T47 masculino               |
| Alessandro Rodrigo Silva | Atletismo                  | Disco F11 masculino               |
| Claudiney Batista | Atletismo                  | Disco F56 masculino               |
| Wallace Santos | Atletismo                  | Peso F55 masculino                |
| Raimundo Nonato Jeferson da Conceição Gledson Barros Damião Ramos Cássio Reis Ricardo Alves Tiago da Silva Jardiel Vieira Luan Gonçalves Matheus Bumussa                           | Fútbol 5                   | Torneo masculino                  |
| José Roberto de Oliveira Romário Marques Leomon Moreno Alex de Melo Josemarcio Sousa Emerson da Silva                                                                              | Golbol                     | Torneo masculino                  |
| Mariana D'Andrea | Levantamiento de potencia  | –73 kg femenino                   |
| Maria Carolina Gomes | Natación                   | 100 m braza SB12 femenino         |
| Maria Carolina Gomes | Natación                   | 50 m libre S13 femenino           |
| Maria Carolina Gomes | Natación                   | 100 m libre S12 femenino          |
| Gabriel Araújo | Natación                   | 50 m espalda S2 masculino         |
| Gabriel Araújo | Natación                   | 200 m libre S2 masculino          |
| Wendell Belarmino | Natación                   | 50 m libre S11 masculino          |
| Talisson Glock | Natación                   | 400 m libre S6 masculino          |
| Gabriel Bandeira | Natación                   | 100 m mariposa S14 masculino      |
| Fernando Rufino | Piragüismo                 | VL2 masculino                     |
| Nathan Torquato | Taekwondo                  | –61 kg masculino                  |
| Alana Maldonado | Yudo                       | –70 kg femenino                   |
| Plata |                            |                                   |
| Thalita Simplício | Atletismo                  | 200 m T11 femenino                |
| Thalita Simplício | Atletismo                  | 400 m T11 femenino                |
| Raíssa Machado | Atletismo                  | Jabalina F56 femenino             |
| Marivana Oliveira | Atletismo                  | Peso F35 femenino                 |
| Vinícius Rodrigues | Atletismo                  | 100 m T63 masculino               |
| Thomaz Ruan | Atletismo                  | 400 m T47 masculino               |
| Alex Pires da Silva | Atletismo                  | Maratón T46 masculino             |
| Alessandro Rodrigo Silva | Atletismo                  | Peso F11 masculino                |
| Marco Aurélio Borges | Atletismo                  | Peso F57 masculino                |
| Jovane Guissone | Esgrima en silla de ruedas | Espada individual B masculino     |
| Rodolpho Riskalla | Hípica                     | Doma individual grado IV mixto    |
| Cecília Jerônimo | Natación                   | 50 m libre S8 femenino            |
| Gabriel Bandeira | Natación                   | 200 m libre S14 masculino         |
| Gabriel Bandeira | Natación                   | 200 m estilos SM14 masculino      |
| Gabriel Araújo | Natación                   | 100 m espalda S2 masculino        |
| Wendell Belarmino Lucilene da Silva Douglas Matera Maria Carolina Gomes | Natación                   | 4 × 100 m libre (49 ptos.) mixto  |
| Luís Carlos Cardoso | Piragüismo                 | KL1 masculino                     |
| Giovane Vieira | Piragüismo                 | VL3 masculino                     |
| Débora Menezes | Taekwondo                  | +58 kg femenino                   |
| Bruna Costa | Tenis de mesa              | Individual 10 femenino            |
| Bronce |                            |                                   |
| Jerusa Geber | Atletismo                  | 200 m T11 femenino                |
| Jardênia Félix | Atletismo                  | 400 m T20 femenino                |
| Julyana da Silva | Atletismo                  | Disco F57 femenino                |
| João Victor Teixeira | Atletismo                  | Disco F37 masculino               |
| João Victor Teixeira | Atletismo                  | Peso F37 masculino                |
| Washington Junior | Atletismo                  | 100 m T47 masculino               |
| Ricardo de Mendonça | Atletismo                  | 200 m T37 masculino               |
| Petrúcio Ferreira | Atletismo                  | 400 m T47 masculino               |
| Cícero Nobre | Atletismo                  | Jabalina F57 masculino            |
| Thiago Paulino | Atletismo                  | Peso F57 masculino                |
| Mateus Evangelista | Atletismo                  | Salto de longitud T37 masculino   |
| José Carlos Chagas | Bochas                     | Individual BC1 mixto              |
| Maciel Santos | Bochas                     | Individual BC2 mixto              |
| Beatriz Carneiro | Natación                   | 100 m braza SB14 femenino         |
| Maria Carolina Gomes | Natación                   | 100 m espalda S12 femenino        |
| Mariana Ribeiro | Natación                   | 100 m libre S9 femenino           |
| Daniel Dias | Natación                   | 100 m libre S5 masculino          |
| Daniel Dias | Natación                   | 200 m libre S5 masculino          |
| Phelipe Rodrigues | Natación                   | 50 m libre S10 masculino          |
| Talisson Glock | Natación                   | 100 m libre S6 masculino          |
| Wendell Belarmino | Natación                   | 100 m mariposa S11 masculino      |
| Felipe Vila Real Débora Carneiro Ana Karolina Soares Gabriel Bandeira | Natación                   | 4 × 100 m libre S14 mixto         |
| Daniel Dias Joana Maria Silva Talisson Glock Patricia Pereira Eric Tobera Laila Suzigan Gabriel Melone                                                                             | Natación                   | 4 × 50 m libre (20 ptos.) mixto   |
| Renê Pereira | Remo                       | Scull individual PR1M1x masculino |
| Silvana Fernandes | Taekwondo                  | –58 kg femenino                   |
| Cátia Oliveira | Tenis de mesa              | Individual 1-2 femenino           |
| Danielle Rauen Jennyfer Marques Bruna Costa | Tenis de mesa              | Equipo 9-10 femenino              |
| Nathalie Silva Luiza Guisso Bruna Nascimento Ana Luísa Aparecida Jani Batista Adria Silva Gizele Maria Dias Nurya Silva Edwarda Dias Camila Leiria Pâmela Pereira Laiana Rodrigues | Voleibol sentado           | Torneo femenino                   |
| Lúcia Teixeira | Yudo                       | –57 kg femenino                   |
| Meg Emmerich | Yudo                       | +70 kg femenino                   |